# にっかり青江
にっかり青江（にっかりあおえ）は、南北朝時代に作られたとされる日本刀（大脇差）。日本の重要美術品に認定されており、香川県丸亀市にある丸亀市立資料館が所蔵する。

## 概要
南北朝時代に備中青江派によって作られた刀である。青江派は平安時代末期から南北朝時代にかけて備中国で活躍した刀工集団であり、主な刀工には天下五剣の一つである数珠丸を鍛えた恒次がいる。にっかり青江は青江派の時代区分のうち中青江（ちゅうあおえ）に分類されており、青江貞次によって作られたものとされている。
にっかり青江の名前の由来は、ある武士が夜道を歩いていた際に、にっかり笑う女の幽霊を切り捨てて、翌朝確認をしたら石塔が真っ二つになっていたという伝説による。斬ったとされる武士は、中島修理太夫・九理太夫兄弟、浅野長政の家臣など諸説がある。この武士から柴田勝家に所有が移り、子の柴田勝敏に譲られた。さらに勝敏を討った丹羽長秀から豊臣秀吉に献上され、子の豊臣秀頼から大坂冬の陣の和議の礼として京極忠高に与えられたと考えられる。
以後讃岐丸亀藩主である京極家に代々受け継がれ、江戸時代には刀剣極所の本阿弥家の鑑定により無代（値が付けられないほどの極上品）とされた。京極家には「京極にすぎたるものが三つある にっかり茶壺に多賀越中」という狂歌が残る。茶壺とは野々村仁清作の茶壺で、京極家には他の大名家がうらやむような名品が数多くあり、国宝指定されているものもある。多賀越中とは佐々木京極氏が近江にある頃から仕えた重臣で、幕藩時代を通じ代々多賀越中某と名乗り、江戸時代は家老職を務めた。
1940年（昭和15年）に、「刀金象嵌銘　羽柴五郎左衞門尉長」
(名物ニツカリ)」として重要美術品に認定される。その後、京極家の所有を離れて1997年（平成9年）時点では東京の刀剣商が所持していた。当時丸亀城築城400年記念を迎えたことから、京極家ゆかりの名刀として片山圭之市長が購入を決め、同年6000万円の予算を計上して丸亀市に購入された。2015年現在は江戸時代に製作された金梨地糸巻太刀拵の外装と共に丸亀市立資料館に所蔵されている。
2015年（平成27年）7月18日から9月13日にかけて開催された『真剣少女の日本刀展』では実物と共に、製作当時の磨り上げられる前の姿を再現した刀も展示された。

## 作風

### 刀身
刃長（はちょう、切先と棟区の直線距離）は60.3センチメートル、反り（切先・棟区を結ぶ直線から棟に下ろした垂線の最長のもの）は1.2センチメートル、元幅（もとはば、刃から棟まで直線の長さ）は3.1センチメートル。元々は75cmを超える太刀として制作されたが短く仕立て直されており、大磨上げと呼ばれる茎の形が失われた姿で現存している。造込（つくりこみ）は幅広で大切先となる。
地鉄は板目（いため、板材の表面のような文様）肌が詰み、青江派特有の澄肌。があらわれる。刃文（はもん）は浅い湾れ（のたれ）に互の目（ぐのめ）をまじえ、逆足（さかあし）が入る。彫物は表裏に棒樋（ぼうひ）を掻き通す。指表に「羽柴五郎左衛門尉長（以下切）」の金象嵌銘がある

### 用語解説
- 作風節のカッコ内解説および用語解説については、個別の出典が無い限り、刀剣春秋編集部『日本刀を嗜む』に準拠する。

1. ↑  「造込」は、刃の付け方や刀身の断面形状の違いなど形状の区分けのことを指す[10]。
2. ↑  「地鉄」は、別名で鍛えや地肌とも呼ばれており、刃の濃いグレーや薄いグレーが折り重なって見えてる文様のことである[11]。これらの文様は原料の鉄を折り返しては延ばすのを繰り返す鍛錬を経て、鍛着した面が線となって刀身表面に現れるものであり、1つの刀に様々な文様（肌）が現れる中で、最も強く出ている文様を指している[11]。
3. ↑  「澄肌」（墨肌とも）とは、青く澄んだ地鉄のなかに黒く色の変わって見える地斑（じふ）が見えるものを指し、備中青江派の特色である。古伝書には「地色底黒にして霜ふりたる処々に澄膚あり」（秘伝抄）、「青き地に鉄色変りて所々黒目に見ゆる」（本阿弥光甫秘伝書）などと表現されている[12]。
4. ↑  「刃文」は、赤く焼けた刀身を水で焼き入れを行った際に、急冷することであられる刃部分の白い模様である[13]。焼き入れ時に焼付土を刀身につけるが、地鉄部分と刃部分の焼付土の厚みが異なるので急冷時に温度差が生じることで鉄の組織が変化して発生する[13]。この焼付土の付け方によって刃文が変化するため、流派や刀工の特徴がよく表れる[13]。
5. ↑  「逆足」は、日本刀の刃文のうち、刃縁から刃先に向かって線状に入る「働き」を「足」と呼び、この「足」が垂直でなく、切先方向へ向かって斜めに入るものを「逆足」という。刃文が「逆がかる」のは、備中青江派の特色である。
6. ↑  「棒樋」とは、日本刀の鎬地に1本の長い溝を彫ったもの。「掻き通す」とは、その溝が茎尻まで途切れずに続いていることをいう。

## 関連作品
- 東郷隆「にっかり」(『戦国名刀伝』文春文庫、収録)